# Serrat dels Coronals
El Serrat dels Coronals és una serra situada al municipi de Prullans, a la comarca de la Baixa Cerdanya, amb una elevació màxima de 1.707 metres.